# Omer Golan
Omer Golan (in ebraico עומר גולן‎?; Holon, 4 ottobre 1982) è un ex calciatore israeliano, di ruolo attaccante.

## Carriera
Ha debuttato in nazionale nel 2004.